# Phidiana pegasus
Phidiana pegasus is een slakkensoort uit de familie van de Facelinidae. De wetenschappelijke naam van de soort is voor het eerst geldig gepubliceerd in 1987 door Willan.